# Funkhaus an der Rothenbaumchaussee

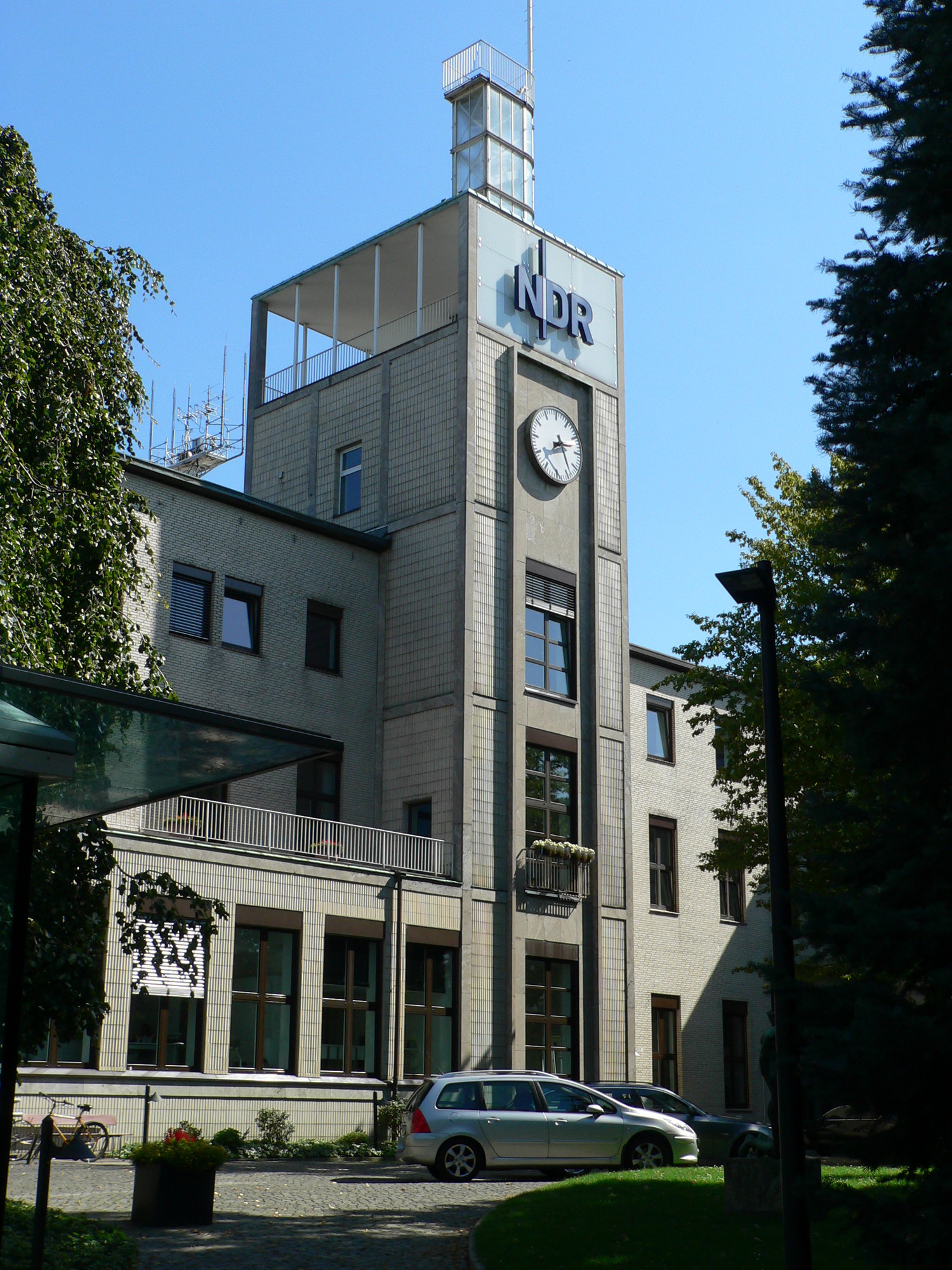
Außenansicht des Hauptsitzes des NDR Hörfunks in der Hansestadt Hamburg heute.

Im Funkhaus an der Rothenbaumchaussee in Hamburg-Harvestehude, auch Landesfunkhaus oder NORAG-Funkhaus genannt, befindet sich die Zentrale des norddeutschen Hörfunks. Sehr zentral und in Alsternähe Hamburgs hat der NDR in seinem akustischen Bereich, dem NDR-Radio, ein geschichtsträchtiges Gebäude in der Freien und Hansestadt als Standort.

## Geschichte des Hörfunks
Als 1923 der Rundfunk in Deutschland an den Start ging, ließ Norddeutschland nicht lange auf sich warten und gründete ein Jahr später am 2. Mai 1924 die „Nordische Rundfunk AG“ (NORAG) mit Hauptsitz in Hamburg.
Am 8. Januar 1931 wurde das Funkhaus an der Rothenbaumchaussee 132 eröffnet und zum Aushängeschild der NORAG. Zum Zeitpunkt der Eröffnung war das Gebäude eine der modernsten Einrichtungen dieser Art in Europa. Nach der Machtergreifung 1933 wurden alle Rundfunkanstalten gleichgeschaltet und als „Reichssender“ bezeichnet. Die Gebäude der Rundfunkanstalt – umgeben von Wohngebäuden – blieben während des Krieges weitestgehend unversehrt. Nach Ende des Krieges gründete die britische Militärregierung 1945 den „Nordwestdeutschen Rundfunk“ (NWDR). Im Januar 1948 wurde der Rundfunkbetrieb wieder einer deutschen Verwaltung übergeben. 1956 begann man unter dem Namen „Norddeutscher Rundfunk“ (NDR), Radiosendungen zu publizieren.
Die NDR-Programme werden auch heute viel gehört. 2020 erreichte beispielsweise NDR Kultur bundesweit 276.000 Hörer täglich.

## Das Landesfunkhaus entsteht
Durch steigenden wirtschaftlichen Erfolg der NORAG und drohendem Platzmangel mussten die zunächst provisorischen Studios der Sendegesellschaft einen gemeinsamen Standort finden. 1929 lag ein optimales Angebot vor und der Funksender kaufte die ehemalige „Engelbrecht’sche Villa an der Rothenbaumchaussee“ final, nachdem Direktion und Verwaltung bereits Monate vorher hier ihren Arbeitsplatz etabliert hatten. Laut Kaufvertrag, welcher am 1. Juni 1929 in Kraft trat, lag der endgültige Kaufpreis bei 290.000 Mark. Der erste Spatenstich zum Neubau rund um die Villa erfolgte am 2. Mai 1929. An diesem Tag wurde auch der fünfte Jahrestag der Rundfunk AG gefeiert.
Die hanseatische Vorstellung von Architektur sollte von Alfredo Puls und Emil Richter verwirklicht werden, welche sich mit ihrem Architekturbüro Puls & Richter in der Hansestadt einen Namen gemacht hatten.
Der Umbau war zunächst nach eineinhalb Jahren abgeschlossen. In dieser Zeit wurden immer wieder Rundgänge für interessierte Besucher angeboten. Den Höhepunkt der Tour stellte der Sendesaal dar, der mit Maßen von 18 mal 19 Metern und 10 Metern Höhe, beweglichen Wänden sowie unterschiedlichen Oberflächen, welche zu akustischen Zwecken dienten, beachtlich zu bestaunen war. Diese Größe eines Raumes war den Besuchern bis dahin nur bei Konzertsälen und Veranstaltungsstätten bekannt. Führungen in dieser Art werden noch heute angeboten.
Das Herzstück des Saales stellte die sogenannte Welte-Funkorgel dar. Die Multiplex-Orgel ist in zwei Schwellkammern für Haupt- und Soloorgel untergebracht und wird von einem Spieltisch mit drei Manualen und Pedal über elektropneumatische Trakturen angesteuert. 24 klingende Register ermöglichen durch Transmissionen und Extensionen insgesamt 128 unterschiedliche Klangfarben. Hinzu kommen zahlreiche Perkussionsklänge. 1980 folgte eine Umdisponierung durch Theo Strunk aus Rotterdam und eine Anpassung der Tonhöhe.
Nach der feierlichen Eröffnung des Landesfunkhauses am 8. Januar 1931 schienen die Bürger zunächst unzufrieden mit seiner Funktion als Sitz des Hörfunks. Wozu der ganze Aufwand für die Sendung eines Konzerts, mit schwerem Gerät und aufwendiger Technik, wenn man es sich doch gleich vor Ort hätte anhören können, so lautete die Kritik. Ihnen fehlte zunächst einerseits die Anerkennung der bzw. des Künstlers, andererseits lediglich die ursprüngliche Gewohnheit des Musikempfindens.
Trotzdem waren die Menschen ebenso begeistert wie überwältigt von solch einem Bauwerk. Die architektonische Leistung, welche hinter diesem Gebäude stand, war zu dieser Zeit eher unüblich. Es umfasste fast 6000 Quadratmeter Fläche, eine 47 Meter lange Fassade und modernste technische Ausrüstung, wurde jedoch von außen eher schlicht im Stil der neuen Sachlichkeit gehalten.
Noch heute wird die Hamburgern allseits bekannte Adresse: Rothenbaumchaussee 132 dem NDR zugeschrieben. So feiert die Visitenkarte der ehemaligen NORAG 2021 90. Jubiläum.